# Frederica von Stade
Frederica von Stade, née le 1er juin 1945 à Somerville, dans le New Jersey (États-Unis), est une mezzo-soprano américaine.

## Biographie
Élevée par sa mère entre l'Amérique, la Grèce et l'Italie, elle fait ses classes au Mannes College of Music de New York.
Elle fait ses débuts au Metropolitan Opera (le Met) en 1970 dans La Flûte enchantée et Madame Butterfly. Elle fait sensation une année plus tard dans le rôle de Chérubin (Les Noces de Figaro) au Santa Fe. Ce même rôle lui vaudra un triomphe à l'Opéra de Paris en 1973. Elle a interprété divers rôles depuis lors, avec le Met et la plupart des compagnies d'opéra les plus importantes au monde.
Formée dans un style de Bel Canto, von Stade est réputée pour ses rôles dans Le Barbier de Séville et La Cenerentola de Rossini, ou encore dans La Sonnambula de Bellini. Plus récemment, elle a créé le rôle de Tina (écrit pour elle par Dominick Argento pour The Aspern Papers) à l'opéra de Dallas.
En dehors de l'opéra, elle a effectué divers enregistrements pour des productions telles que La Mélodie du bonheur ou Show Boat, ainsi que certaines apparitions télévisées sur des chaînes américaines.
En outre, elle est également une chanteuse de récital accomplie, maîtrisant aussi bien les œuvres de Mozart et de Haydn que les œuvres contemporaines de variété. Des artistes comme Dominick Argento et Jake Heggie ont composé des œuvres spécialement pour elle. Également, Richard Danielpour a composé Elegies (pour orchestre, mezzo-soprano, et baryton) à la mémoire de son père, Charles von Stade, mort deux mois avant sa naissance, lors de la Seconde Guerre mondiale.
Frederica von Stade fit une apparition à la cérémonie d'ouverture des Jeux olympiques d'hiver de Salt Lake City, en 2002.
Elle a effectué plus de soixante enregistrements avec les plus grandes maisons de disques, dont des opéras complets, des récitals, des œuvres symphoniques, et d'autres albums populaires. Ses enregistrements lui ont valu six nominations Grammy, deux grands prix du disque, un prix allemand du disque (de) et un Premio della Critica Discografica.
Elle a également été nommée officier de l'ordre des Arts et des Lettres, et en 1983 le président Ronald Reagan lui a remis un prix à la Maison-Blanche, en récompense de ses contributions aux arts.

## Discographie sélective
- Berlioz, La Damnation de Faust, Kenneth Riegel, Faust, José Van Dam, Méphistophélès, Chœur et Orchestre Symphonique de Chicago, dir. sir Georg Solti, CD Decca (05/1981). DVD - Blu-ray Arthaus musik.
- Massenet, Chérubin, Samuel Ramey, Le Philosophe, June anderson, L'Ensoleillad, Dawn Upshaw, Nina, Müncher Rundfunkorchester und Chor der Bayerischen Staatsoper, Munich Radio Orchestra & Chorus of the Bavarian State Opera, dir. Pinchas Steinberg - 2 CD RCA Victo BMG classics 1992.

## Référence
1. ↑  Scène Magazine, novembre 2009